# Liste Münchner Straßennamen/N

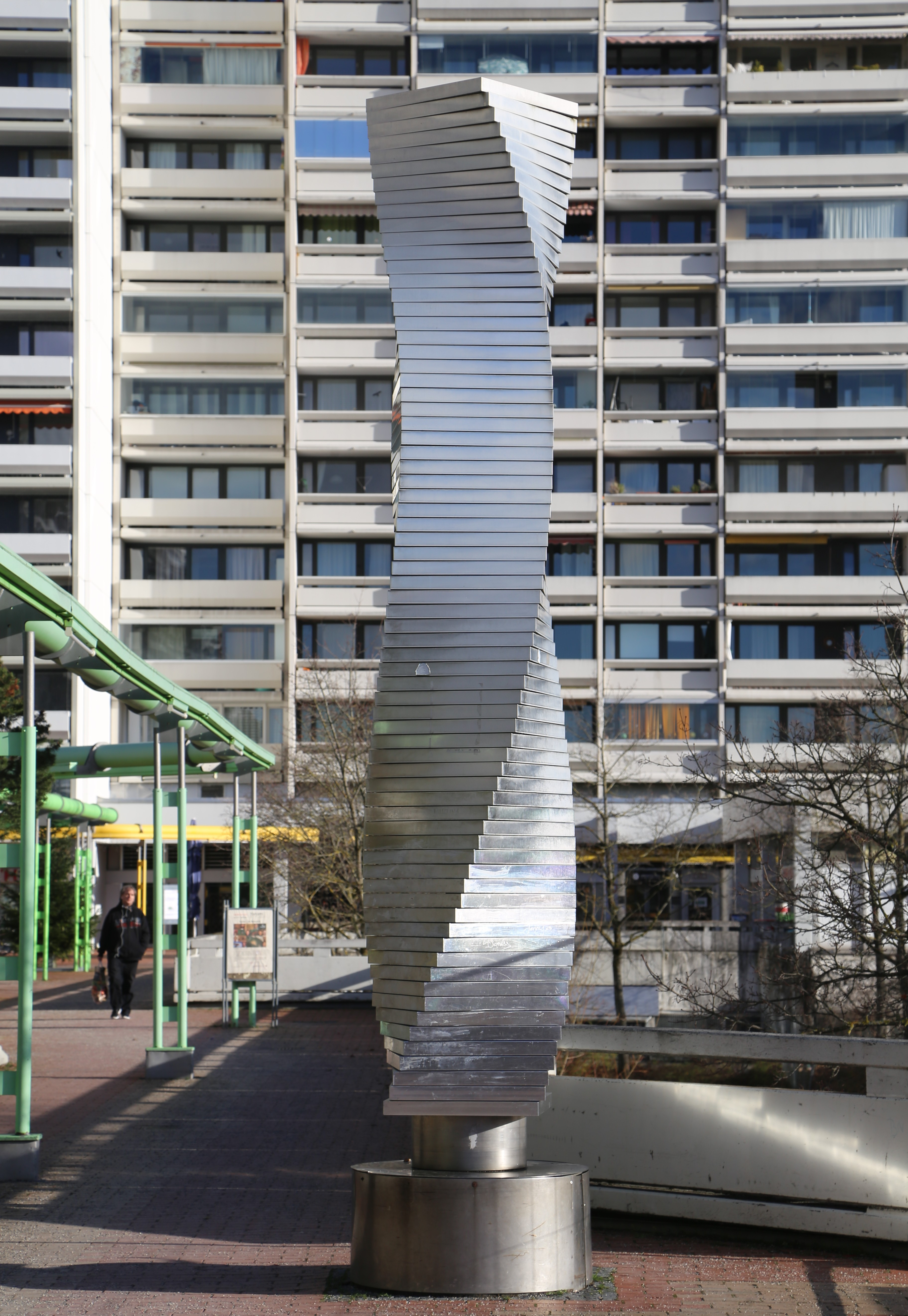
Roland Martin: Silbersäule, 1972, Nadistraße 3

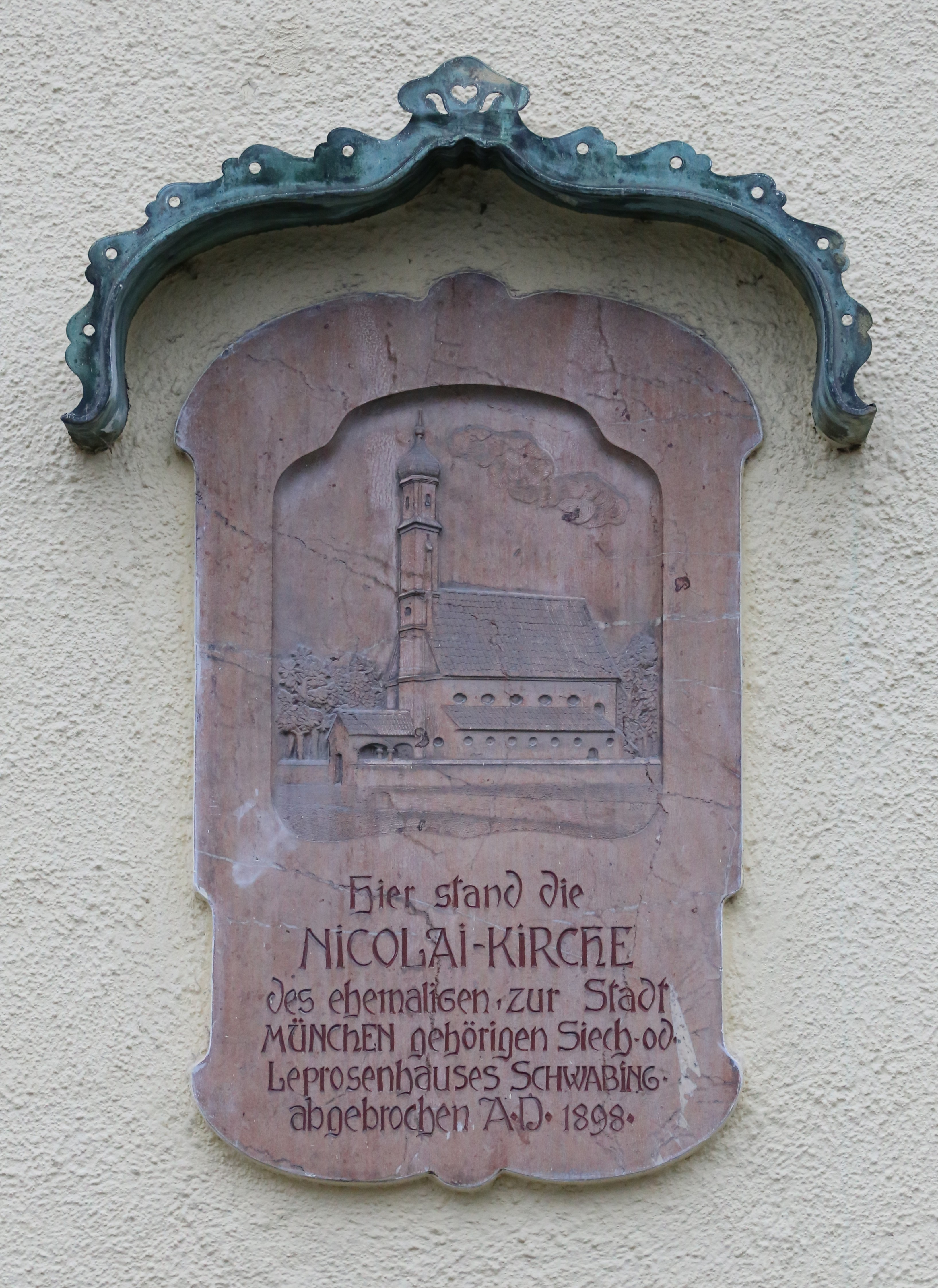
Nikolai-Kirche auf einer Gedenktafel Nikolaistraße 4

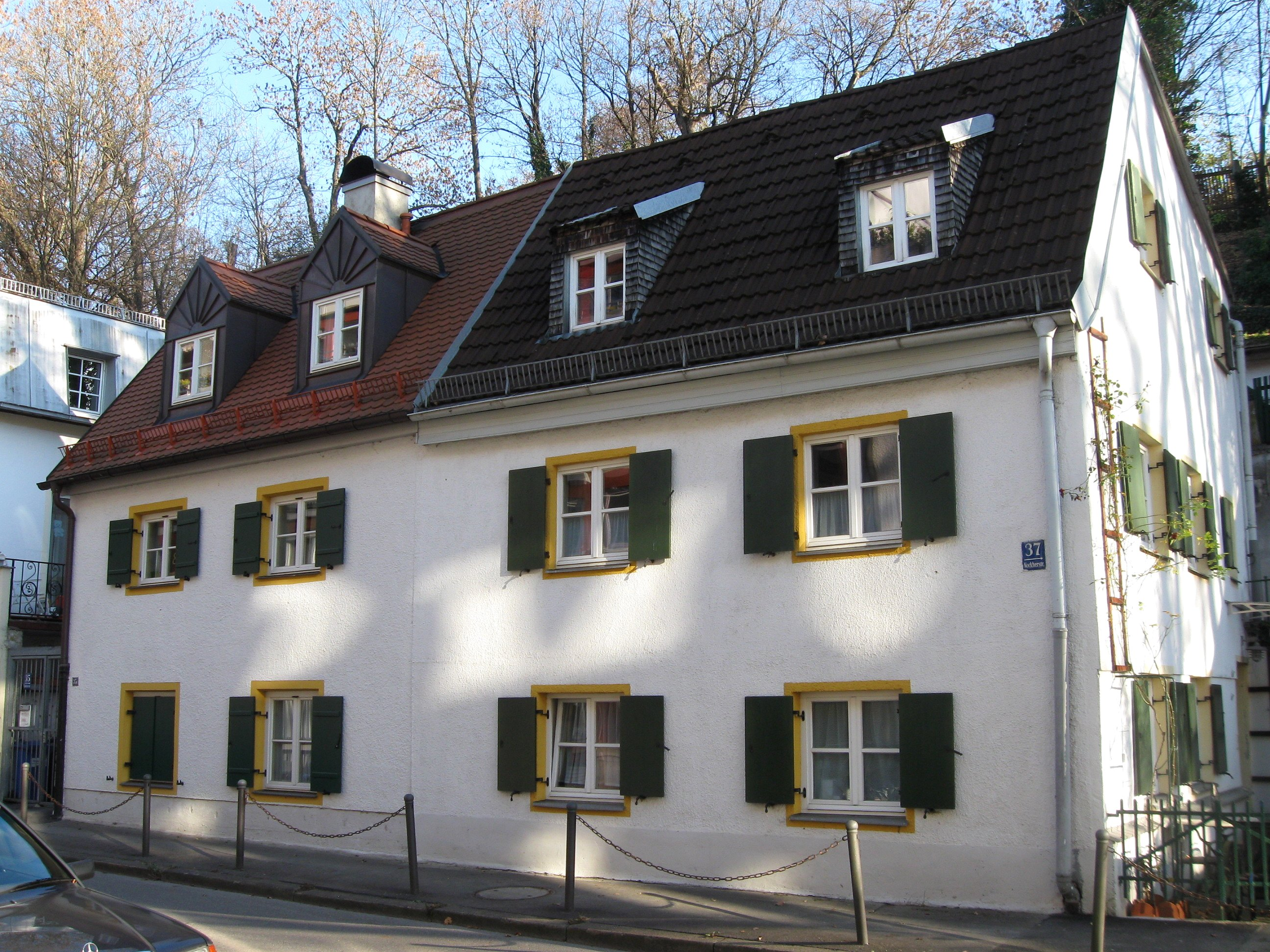
Nockherstraße

Die Liste Münchner Straßennamen listet Namen von Straßen und Plätzen der bayerischen Landeshauptstadt München auf und führt dabei auch die Bedeutungen und Umstände der Namensgebung an. Aktuell gültige Straßenbezeichnungen sind in Fettschrift angegeben, nach Umbenennung oder Überbauung nicht mehr gültige Bezeichnungen in Kursivschrift.
Aufgrund der großen Anzahl Münchner Straßennamen ist die Liste in alphabetisch sortierte Unterlisten aufgeteilt.
Naagerstraße, Am Hart
(1947) Franz Naager (1870–1942), deutscher Maler, Grafiker, Bildhauer, Kunstsammler und Unternehmer
Nabburger Straße, Perlach
(1959) Nabburg, Stadt in der Oberpfalz
Nachtigalstraße, Nymphenburg
(1925) Gustav Nachtigal (1834–1885), deutscher Afrikaforscher
Nadistraße, Milbertshofen
(1971) Nedo Nadi (1894–1940), italienischer Säbel- und Florettfechter
Nätherstraße, Allach-Untermenzing
(1947) Max Näther (1867–1938), Bürgermeister der ehemals selbständigen Gemeinde Untermenzing
Naglerstraße, Allach-Untermenzing
(1951) Georg Kaspar Nagler (1801–1866), deutscher Kunsthistoriker und Kunstschriftsteller
Nailastraße, Perlach
(1983) Naila, Stadt in Oberfranken
Nanette-Bald-Straße, Pasing-Obermenzing
(2018) Nanette Bald (1920–1996), Lyrikerin, Journalistin und Leiterin der Kleinkunstbühne „Schwabinger Katakombe“
Nanga-Parbat-Straße, Moosach
(1953) Nanga Parbat, Berg im westlichen Himalaya
Narzissenstraße, Blumenau
(1938) Narzissen, Pflanzengattung
Naßlstraße, Allach-Untermenzing
(1938) Josef Naßl (1867–1912), Bauer und Gastwirt in Allach
Nauestraße, Trudering
(1934) Julius Naue (1833–1907), deutscher Maler, Zeichner, Radierer und Archäologe
Naumannstraße, Allach-Untermenzing
(1953) Johann Friedrich Naumann (1780–1857), deutscher Ornithologe
Naumburger Straße, Moosach
(1959) Naumburg, Stadt in Sachsen-Anhalt
Naupliastraße, Harlaching
(1910) Nauplia, griechische Hafenstadt im südöstlichen am Argolischen Golf
Nawiaskystraße, Neuperlach
(1968) Hans Nawiasky (1880–1961), österreichischer Staatsrechtler
Nebelhornstraße, Sendling-Westpark
(1921) Nebelhorn, Berg im Allgäu
Neckarstraße, Englschalking
(1932) Neckar, rechter Nebenfluss der Rheins in Baden-Württemberg
Nederlinger Platz, Neuhausen
(1899) Nederling, alter Münchner Ortsteil
Nederlingerstraße,
(1918) 23. und 28. Stadtbezirk
Nederlinger Straße, Neuhausen, Moosach
(1976) Nederling, alter Münchner Ortsteil
Negrellistraße, Lochhausen
(1956) Alois Negrelli von Moldelbe (1799–1858), österreichischer Ingenieur
Neherstraße, Haidhausen
(1899) Bernhard von Neher (1806–1886), deutscher Maler
Neideckstraße, Aubing
(1945) Burgruine Neideck in Oberfranken
Neidensteiner Straße, Aubing
(1947) Burgruine Neidenstein in Oberfranken
Nelkenweg, Obersendling
(1919) Nelken, Pflanzengattung
Nelly-Sachs-Weg, Englschalking
(1983) Nelly Sachs (1891–1970), jüdische deutsch-schwedische Schriftstellerin und Lyrikerin
Nesselwanger Straße, Forstenried
(1932) Nesselwang, Marktgemeinde im Allgäu
Nestroystraße, Mittersendling
(1926) Johann Nestroy (1801–1862), österreichischer Dramatiker, Schauspieler und Opernsänger
Nettelbeckstraße, Bogenhausen
(1932) Joachim Nettelbeck (1738–1824), preußischer Offizier
Netzegaustraße, Sendling-Westpark
(1937) Netzegau, Landschaft an der Netze, rechter Nebenfluss der Warthe
Netzerstraße, Moosach
(1913) Valentin Netzer (1849–1918), letzter Bürgermeister der ehemals selbständigen Gemeinde Moosach
Neuberghausen,
(1918) 29. Stadtbezirk
Neuberghauserstraße,
(1918) 29. Stadtbezirk
Neuberghauser Straße, Bogenhausen
(1897) Neuberghauser Schlösschen, 1861 abgebrochen
Neubeuerner Straße, Laim
(1925) Neubeuern, Marktgemeinde im Landkreis Rosenheim
Neubiberger Straße, Perlach
(1956) Neubiberg, Gemeinde im Landkreis München
Neuburgerstraße, Laim
(1901) Neuburger, Pasinger Familie, ehemalige Besitzer der Hofmark Laim
Neuchinger Straße, Schwabing-Freimann
(1955) Neuching, Gemeinde im Landkreis Erding
Neudeck am,
(1876) südöstlich vom Mariahilfplatz
Neufahrner Straße, Bogenhausen
(1925) Neufahrn bei Freising, Gemeinde in Oberbayern
Neufeldstraße, Pasing
(1947) alter Flurname
Neufriedenheimer Platz, Neuhadern
(1938) Heilanstalt Neufriedenheim, ehemaliges Krankenhaus
Neufriedenheimer Straße, Neuhadern
(1947) siehe vorstehend
Neuhauserfeldweg,
(1879) zwischen Sendling und Neuhausen
Neuhauser Straße, Altstadt
(vor 1293) Neuhausen, ehemalige Gemeinde, seit 1890 Stadtteil im Westen von München
Neuhauser Weg, Untersendling
(?) siehe vorstehend
Neuherbergstraße, Am Hart
(1949) Neuherberg, Ortsteil von Oberschleißheim im Norden von München
Neuhofener Platz, Sendling
(1901) Neuhofen, Schloss im Besitz der Familie Zech, 1697 errichtet
Neumarkter Straße, Berg am Laim
(1931) Neumarkt-Sankt Veit, Stadt im Landkreis Mühldorf am Inn
Neumeyerstraße, Allach-Untermenzing
(1962) Karl Neumeyer (1869–1941), Rechtswissenschaftler
Neunkirchner Straße, Thalkirchen
(1998) Neunkirchen, Stadt im Saarland
Neureutherstraße, Maxvorstadt
(1877) Gottfried von Neureuther (1811–1887), deutscher Architekt und Hochschullehrer
Neurieder Straße, Forstenried
(1921) Neuried, Gemeinde im Landkreis München
Neurißweg, Freimann
(1950) alter Flurname
Neusatzer Straße, Gartenstadt Trudering
(1955) Neusatz, deutscher Name der Stadt Novi Sad in Serbien
Neuschwansteinplatz, Obergiesing
(1910) Schloss Neuschwanstein bei Füssen
Neusönnerstraße, Trudering
(1930) Johann Sebald Neusönner († 1708), kurfürstlich-bayrischer Geheimsekretär
Neustätterstraße, Neuhausen
(1947) Rosa und Siegmund Neustätter, Stifterehepaar aus München
Neustifter Straße, Milbertshofen
(1925) Neustift, Stadtteil von Freising
Neuthurmstraße,
(1879)→ Neuturmstraße
Neuturmstraße, Altstadt
(1877) ehemaliger Rundturm der Stadtbefestigung, der zuletzt als Gefängnis diente
Newtonstraße, Bogenhausen
(1910) Isaac Newton (1643–1727), englischer Naturforscher und Verwaltungsbeamter
Nibelungenstraße, Nymphenburg
(1898) Nibelungen, sagenhaftes germanisches Volk
Nico-Dostal-Weg, Alt-Aubing
(1983) Nico Dostal (1895–1981), österreichischer Operetten- und Filmkomponist
Niebuhrstraße, Schwabing
(1926) Carsten Niebuhr (1733–1815), deutscher Mathematiker, Kartograf und Forschungsreisender
Niederalmstraße, Neuperlach
(1954) Niederleger, Früh- und Spätsommerweidegebiete in den bergen
Niederalteicher Straße, Lerchenau
(1954) Niederaltaich, Kloster in Niederbayern
Niederhedernstraße, Neuhadern
(1958) Niederhedern, alte Bezeichnung von Kleinhadern
Niedermayerstraße, Bogenhausen
(1954) Max Niedermayer (1850–1933), Oberbaurat in München
Niedernburger Weg, Nymphenburg
(1982) Kloster Niedernburg in Passau
Niederwaldstraße, Neuhadern
(1965) Niederwald bei Rüdesheim am Rhein
Niemöllerallee, Neuperlach
(1985) Martin Niemöller (1892–1984), deutscher evangelischer Theologe
Nieserstraße, Altstadt
(1906) Johann Baptist Joachim Nieser oder Nießer (1739–1811), Schauspieldirektor in München
Niethammerstraße, Allach-Untermenzing
(1947) Friedrich Immanuel Niethammer (1766–1848), deutscher Philosoph und evangelischer Theologe
Nietzschestraße, Milbertshofen
(1964) Friedrich Nietzsche (1844–1900), deutscher klassischer Philologe
Nigerstraße, Haidhausen
(1883) Niger, Münchner Patrizierfamilie
Nigglstraße, Allach-Untermenzing
(1947) Josef Niggl (1778–1835), Münchner Optiker und Brillenmacher
Nikolaiplatz, Schwabing
(1898) Nikolai, Patron der früher an diesem Platz befindlichen Kirche
Nikolaistraße, Schwabing
(1898) siehe vorstehend
Nikolaus-Prugger-Weg, Trudering
(1964) Nikolaus Prugger (um 1620–1694), deutscher Maler
Nikolaus-Rüdinger-Straße, Allach-Untermenzing
(1947) Nikolaus Rüdinger (1832–1896), deutscher Anatom und Universitätsprofessor
Nimmerfallstraße, Pasing
(1945) Hans Nimmerfall (1872–1934), Politiker, Magistratsrat, später Stadtrat der damaligen Stadt Pasing, bayerischer Landtagsabgeordneter
Nimrodstraße, Neuhausen
(1929) Nimrod, im Tanach bzw. der Bibel und im Koran erwähnter Held und König
Niobestraße, Waldtrudering
(1933) Niobe, Gestalt aus der griechischen Mythologie
Nithartstraße, Untergiesing
(1906) Nithart, deutschsprachiger lyrischer Dichter des Mittelalters
Nixenweg, Waldperlach
(1960) Nixen, weibliche Wassergeister
Nockherberg am
(1876)
Nockherstraße, Au
(1875) Nockher, Bankiersfamilie in München
Noderstraße, Alt-Aubing
(1956) Noder, alte Bauernfamilie aus der ehemals selbständigen Gemeinde Aubing
Nodungstraße, Neuhausen
(1929) Nodung, Gestalt aus de Nibelungenlied
Nördliche Auffahrts-Allee,
(1904)
Nördliche Auffahrtsallee,
(um 1730) Zufahrt zum Schloss Nymphenburg am Nordufer des Schlosskanals
Nördliches Schloßrondell, Nymphenburg
(vor 1730) halbkreisförmig angeordnete Bauten für die Bediensteten von Schloss Nymphenburg
Nördlinger Straße, Laim
(1963) Nördlingen, Kreisstadt in Schwaben
Noestraße, Solln
(1936) Heinrich Noë (1835–1896), deutscher Schriftsteller
Noldinstraße, Harlaching
(1932) Josef Noldin (1888–1929), Rechtsanwalt
Nonnenhornstraße, Aubing
(1965) Nonnenhorn, Gemeinde im Landkreis Lindau
Nordendstraße, Maxvorstadt, Schwabing-West
(1869) Lage der Straße am früheren nördliche Ende der Stadt München
Norderneyer Straße, Milbertshofen
(1937) Norderney, ostfriesische Insel in der Nordsee
Nordhaideplatz, Am Hart
(2008) Nordhaide, in der Nähe befindliches großflächiges Kalkmagerrasengebiet, heute zum Teil Wohngebiet
Nordseestraße, Schwabing
(1937) Nordsee, Randmeer des Atlantischen Ozeans
Normannenplatz, Bogenhausen
(1925) Normannen, Oberbegriff für alle Skandinavier des Mittelalters
Normannenstraße, Bogenhausen
(1925) siehe vorstehend
Nornenstraße, Nymphenburg
(1914) Nornen, schicksalsbestimmende weibliche Wesen aus der nordischen Mythologie
Notburgastraße, Nymphenburg
(1900) Notburga von Rattenberg (* um 1265–1313), Tiroler Volksheilige
Nothkaufplatz, Neuhadern
(1947) Nothkauf, Münchner Ratsherrengeschlecht
Nothkaufstraße, Neuhadern
(1947) siehe vorstehend
Novalisstraße, Mittersendling
(1923) Novalis (1772–1801), deutscher Schriftsteller der Frühromantik und Philosoph
Nürnberger Platz, Neuhausen
(1910) Nürnberg, Großstadt in Mittelfranken
Nürnberger Straße, Neuhausen
(1910) siehe vorstehend
Numbergerstraße, Obermenzing
(1938) Otto Numberger (1860–1926), Architekt und Magistratsrat der ehemaligen Stadt Pasing
Nußbaumstraße, Ludwigsvorstadt
(1891) Johann Nepomuk von Nußbaum (1829–1890), deutscher Chirurg und Hochschullehrer
Nusselstraße, Pasing
(1947) Georg Nussel (1879–1944), Stadtrat der ehemaligen Stadt Pasing
Nußhäherstraße, Pasing
(1947) Nußhäher, Vogel aus der Familie der Rabenvögel
Nußstraße, Johanneskirchen
(1935) Nuss, Frucht verschiedener Bäume und Sträucher
Nymphenburger Straße, Maxvorstadt, Neuhausen-Nymphenburg
(nach 1664) Verbindungsstraße von der Münchner Residenz zum Schloss Nymphenburg